# Eonecrophorus tenuicornis
Eonecrophorus tenuicornis är en skalbaggsart som beskrevs av Yoshihiko Kurosawa 1985. Eonecrophorus tenuicornis ingår i släktet Eonecrophorus och familjen asbaggar. Inga underarter finns listade i Catalogue of Life.